# Thiré
Thiré és un municipi francès situat al departament de Vendée i a la regió de País del Loira. L'any 2007 tenia 532 habitants.

## Demografia

### Població
El 2007 la població de fet de Thiré era de 532 persones. Hi havia 217 famílies de les quals 46 eren unipersonals (29 homes vivint sols i 17 dones vivint soles), 75 parelles sense fills, 88 parelles amb fills i 8 famílies monoparentals amb fills.
La població ha evolucionat segons el següent gràfic:
Habitants censats

### Habitatges
El 2007 hi havia 270 habitatges, 216 eren l'habitatge principal de la família, 45 eren segones residències i 9 estaven desocupats. 260 eren cases i 6 eren apartaments. Dels 216 habitatges principals, 185 estaven ocupats pels seus propietaris, 28 estaven llogats i ocupats pels llogaters i 3 estaven cedits a títol gratuït; 1 tenia una cambra, 5 en tenien dues, 27 en tenien tres, 56 en tenien quatre i 126 en tenien cinc o més. 159 habitatges disposaven pel capbaix d'una plaça de pàrquing. A 73 habitatges hi havia un automòbil i a 122 n'hi havia dos o més.

### Piràmide de població
La piràmide de població per edats i sexe el 2009 era:
| Homes | Edats   | Dones |
| ----- | ------- | ----- |
| 0     | 95 o +  | 0     |
| 0     | 90 a 94 | 8     |
| 0     | 85 a 89 | 0     |
| 8     | 80 a 84 | 8     |
| 4     | 75 a 79 | 0     |
| 12    | 70 a 74 | 16    |
| 20    | 65 a 69 | 16    |
| 24    | 60 a 64 | 16    |
| 8     | 55 a 59 | 16    |
| 12    | 50 a 54 | 8     |
| 20    | 45 a 49 | 8     |
| 12    | 40 a 44 | 28    |
| 16    | 35 a 39 | 12    |
| 8     | 30 a 34 | 4     |
| 4     | 25 a 29 | 8     |
| 24    | 20 a 24 | 20    |
| 8     | 15 a 19 | 4     |
| 12    | 10 a 14 | 16    |
| 12    | 5 a 9   | 4     |
| 4     | 0 a 4   | 4     |

## Economia
El 2007 la població en edat de treballar era de 328 persones, 248 eren actives i 80 eren inactives. De les 248 persones actives 226 estaven ocupades (129 homes i 97 dones) i 21 estaven aturades (4 homes i 17 dones). De les 80 persones inactives 43 estaven jubilades, 10 estaven estudiant i 27 estaven classificades com a «altres inactius».

### Ingressos
El 2009 a Thiré hi havia 212 unitats fiscals que integraven 537 persones, la mediana anual d'ingressos fiscals per persona era de 17.147 €.

### Activitats econòmiques
Dels 10 establiments que hi havia el 2007, 2 eren d'empreses de construcció, 2 d'empreses de transport, 2 d'empreses d'hostatgeria i restauració, 1 d'una empresa d'informació i comunicació, 1 d'una empresa financera, 1 d'una empresa immobiliària i 1 d'una entitat de l'administració pública.
Dels 3 establiments de servei als particulars que hi havia el 2009, 1 era un paleta i 2 restaurants.
L'any 2000 a Thiré hi havia 19 explotacions agrícoles que ocupaven un total de 1.287 hectàrees.

## Equipaments sanitaris i escolars
El 2009 hi havia una escola elemental.

## Poblacions més properes
El següent diagrama mostra les poblacions més properes.